# Novinska agencija Beta
Novinska agencija Beta – niezależna agencja informacyjna funkcjonująca w Serbii. Została założona w 1994 roku. 